# Тетрагидроканнабиварин
ТГВ (дельта-9-тетрагидроканнабиварин), один из основных каннабиноидов. Содержится в соцветиях и листьях конопли. По молекулярной структуре — аналог ТГК с пропиловой боковой цепью; по психотропному действию значительно слабее ТГК. Медицинские свойства неизвестны (по некоторым данным ингибирует чувство голода, тогда как ТГК его усиливает) [].